# Cortyta striata
Cortyta striata är en fjärilsart som beskrevs av Herz 1904. Cortyta striata ingår i släktet Cortyta och familjen nattflyn. Inga underarter finns listade i Catalogue of Life.